# Tssローカルニュース
『tssローカルニュース』（ティーエスエス ローカルニュース）は、テレビ新広島が1975年10月1日の開局から1981年4月3日まで平日夕方に放送した広島県向けローカルニュース番組である。

## 番組概要
- この番組が始まった当初は18:30からのフジテレビ発全国ニュース「FNNニュース6:30」に続いて、18:50から10分間の番組として放送した。
- 1978年10月2日から「FNNニュースレポート6:00」が開始したことに伴い、18:30から15分間の番組に移行した。
- 1981年4月3日をもって開局以来5年間半続いた番組が終了し、後継番組として4月6日からローカルワイドニュース番組「ワイドニュース こんばんはtss6:30」がスタートした。

## キャスター
- シフト勤務

## 放送時間
- 18:50 - 19:00（1975年10月開局 - 1978年9月）
- 18:30 - 18:45（1978年10月 - 1981年4月終了）